# 寺區
寺区（?—?），戰國時期越国大夫。
前375年七月，太子诸咎担心自己被叔父豫所害，率军驱逐豫，又杀害父亲越王翳。十月，越国人杀死太子诸咎，越国陷入内乱。寺区平定内乱，拥立错枝（孚错枝、王子搜）为王，错枝不愿意即位，躲到山洞里。前373年，寺区最终拥立無余（初无余之、莽安、之侯）为越王。無余与之前的越王世系不详。